# Buena, New Jersey
Buena är en ort i Atlantic County i delstaten New Jersey, USA.